# Бережанська чудотворна ікона Божої Матері
Бережанська чудотворна ікона Божої Матері — святиня храму Святої Трійці у містечку Бережани Тернопільської області. Вважається однією із найстарших пам'яток візантійського іконопису Галичини.

## Історія
На початку XVI ст. шляхтич Олександр Сенявський привіз до Бережан ікону Божої Матері як подарунок Папи Римського. Спочатку образ зберігався у замковій каплиці містечка, а в 1831 році його було з урочистостями перенесено у храм Святої Трійці на Ринкову площу. 
У 2008 р. Папа Бенедикт XVI своєю грамотою дозволив відновлення відпустів до Бережанської чудотворної ікони Божої Матері. 

## Опис
Поряд із іконою були прикріплені спеціальні вироби зі срібла та золота під назвою вота, кожна з яких символізувала орган, який видужав завдяки молитві до святої ікони. До початку переслідування Української греко-католицької церкви біля Бережанської ікони налічувалось 39 вот. Найстарша з них була датована 1567 р.